# Doassansia sagittariae
Doassansia sagittariae är en svampart som först beskrevs av Westend., och fick sitt nu gällande namn av J.C. Fisch. 1884. Doassansia sagittariae ingår i släktet Doassansia och familjen Doassansiaceae.   Inga underarter finns listade i Catalogue of Life.